# Staubalkenwehr

Schematische Darstellung Staubalkenwehr

Das Staubalkenwehr gehört zu den beweglichen Wehren, welches meist aus mehreren Verschlüssen besteht. Ein Staubalkenwehr hat immer einen unterströmbaren Verschluss und meistens noch einen überströmbaren Verschluss, zum Beispiel in Form einer Fischbauchklappe.